# Партенокарпия

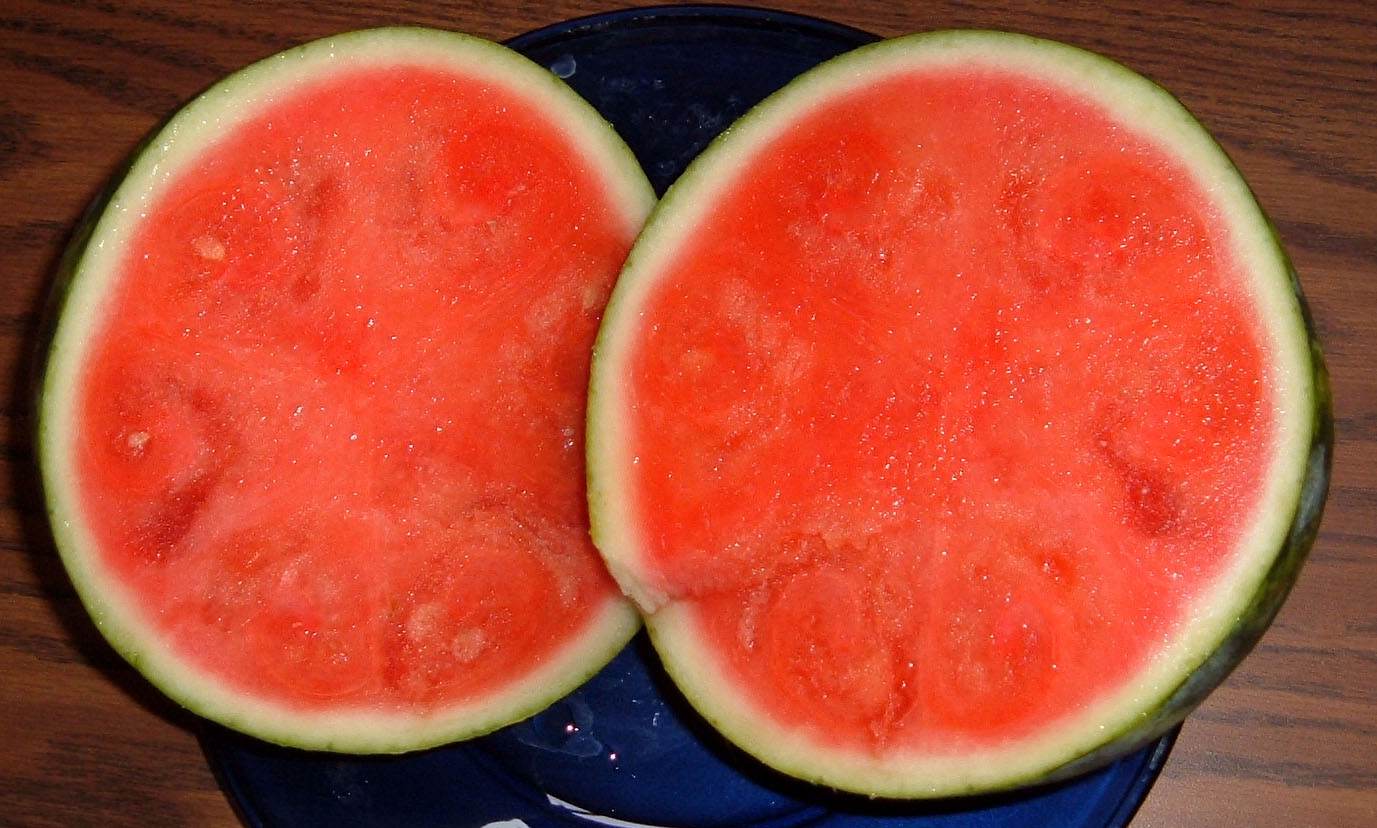
Бессемянный арбуз.

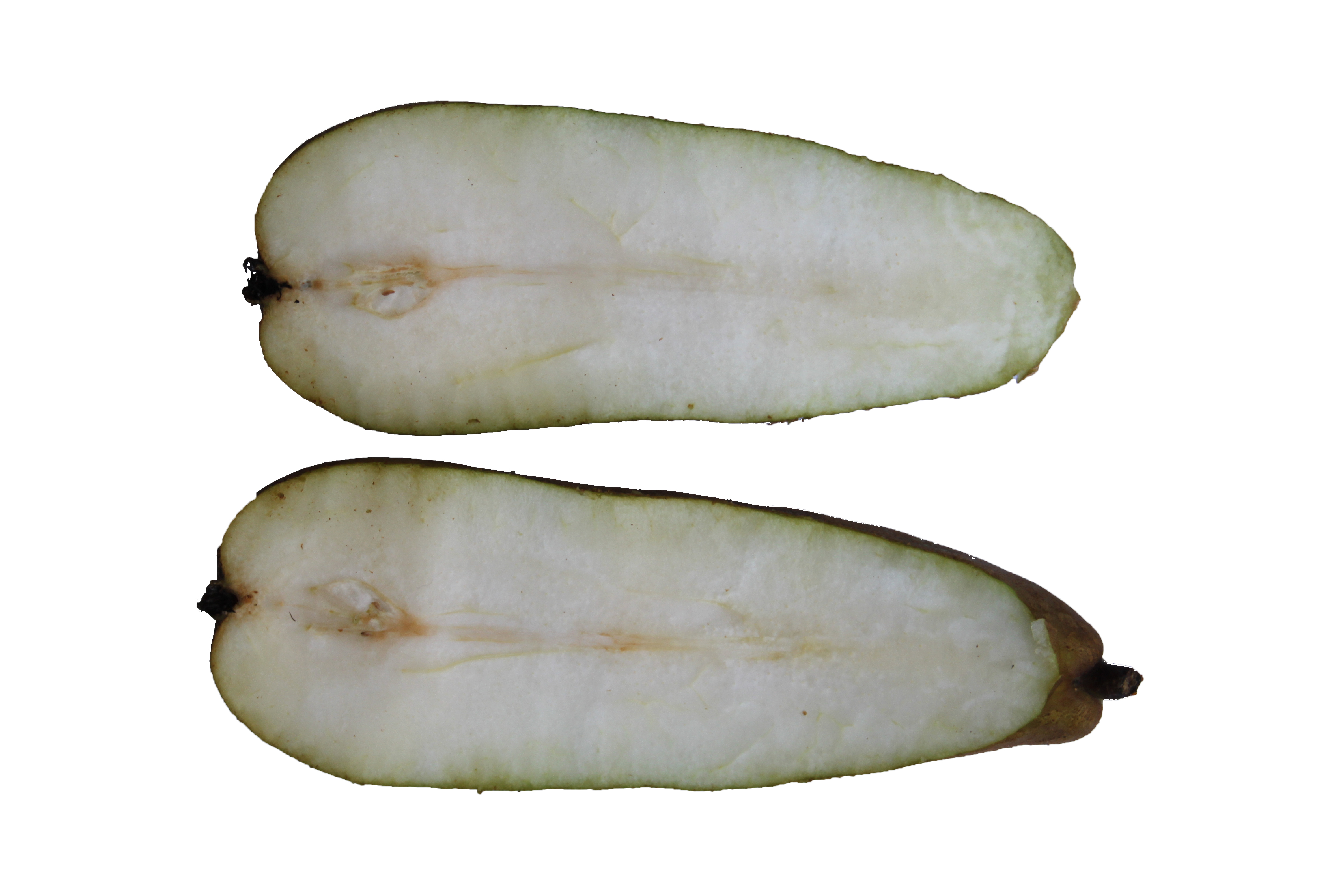
Плод груши без семян.

Партенокарпия (от греч. parthenos — «девственница» и karpos — плод; дословно — «девственный плод») —  частный случай партеногенеза, девственное оплодотворение без опыления у растений, обычно с образованием плодов без семян.  Партенокарпия является широко распространенным явлением у плодовых, цитрусовых и овощных растений. Партенокарпия, как и большинство типов стерильности, явление регрессивное и не имеет эволюционного значения.
Различают вегетативную партенокарпию, также называемую автономной, когда плоды на растении завязываются и в дальнейшем развиваются без непосредственного процесса опыления. Также выделят стимулятивную партенокарпию, при которой для образования плодов необходимо раздражение рыльца цветков пыльцой от других видов растений. К примеру, пыльца яблони способна вызвать партенокарпию у груши, а пыльца томата — у баклажана. Данный тип партенокарпии может быть вызван искусственно путём механических, химических, либо тепловых раздражений. Благодаря этому она имеет определенное хозяйственное значение, так как получаемые таким способ плоды характеризуются своим обилием, большой сочностью, мясистостью и высокими вкусовыми качествами, а также имеют преимущества при технологической обработке.
Плоды, которые образуются при партенокарпии, либо бессемянные или содержат «пустые» семена без зародышей. Растения, характеризующиеся развитием только бессемянных плодов, размножаются исключительно вегетативным путём.
Партенокарпия известна у многих культурных растений и часто является прочно закреплённым сортовым признаком. Встречается у ряда сортов винограда, яблони, груши, томатов, мандаринов, апельсинов, банана, крыжовника, хурмы, огурца и многих других.